# Con gái bố già
Con gái bố già là một bộ phim truyền hình được thực hiện bởi Nghiệp Thắng Film do Nguyễn Phương Điền làm đạo diễn. Phim phát sóng vào lúc 20h00 từ thứ 2 đến thứ 7 hàng tuần bắt đầu từ ngày 5 tháng 10 năm 2018 và kết thúc vào ngày 23 tháng 11 năm 2018 trên kênh THVL1.

## Nội dung
Trở về từ Singapore, Kim Cương, con gái ông Thiết – chủ của tập đoàn kinh tế lớn và cũng là ông trùm giới giang hồ – bị nhiều thế lực theo dõi. Ông Thiết cử tay chân thân cận nhất là Dương Dũngbảo vệ con gái. Kim Cương nhiều lần thoát khỏi sự giám sát của Dương Dũng để được vui chơi cùng bạn bè. Không ít lần, cô bị bắt cóc, gặp nguy hiểm và luôn được Cao Bằng giúp đỡ. Kim Cương dành tình yêu cho Cao Bằng, mặc dù biết anh là cháu của bà Hà Băng – người mẹ kế luôn đối đầu, hãm hại cô. Thế nhưng tình cảm đó đứng trước sóng gió khi lần lượt các em của cô là Ruby và Thạch Anh cũng bị bắt cóc, lại thêm sự xuất hiện đột ngột của Vĩnh An trong công ty cha cô với nhiều hành động trùng hợp kỳ lạ...

## Diễn viên
- Nhật Kim Anh trong vai Kim Cương[6]
- Võ Hiệp trong vai Thiết[2]
- Minh Luân trong vai Dương Dũng[2]
- Thanh Bình trong vai Vĩnh An[2]
- Thân Thúy Hà trong vai Hà Băng[2]
- Lâm Minh Thắng trong vai Cao Bằng[2]
- Hồ Bích Trâm trong vai Ruby[2]
- Thanh Hoàng trong vai Chu San Hen[2]
- Lê Bê La trong vai Trang Gấu
- Mai Trần trong vai Ông nát rượu
- Mai Sơn Lâm trong vai Trung Méo
- Minh Thảo trong vai Phen

Cùng một số diễn viên khác....

## Nhạc phim
- Hư vô

Sáng tác: Nguyễn Văn Chung
Thể hiện: Nhật Kim Anh
- Bàn tay của cha

Sáng tác: Nguyễn Văn Chung
Thể hiện: Nhật Kim Anh

## Sản xuất
Bối cảnh phim được quay ở cả hai nước Hồng Kông và Việt Nam. Vai diễn chính của bộ phim được giao cho diễn viên Nhật Kim Anh dù cô đã ở tuổi 33, già hơn so với nhân vật và từng được biết đến chủ yếu qua các vai diễn hiền lành, lam lũ và cam chịu. Đây cũng là bộ phim cuối cùng của cố nghệ sĩ Thanh Hoàng.

## Giải thưởng
| Năm  | Giải thưởng   | Hạng mục                  | Người (Đề cử) | Kết quả | Chú thích |
| ---- | ------------- | ------------------------- | ------------- | ------- | --------- |
| 2018 | Giải Mai Vàng | Nam diễn viên truyền hình | Minh Luân     | Đề cử   | [ 8 ]     |